# Shubha Phutela
Shubha Phutela (5 de mayo de 1991 - 22 de octubre de 2012) fue una actriz de cine y modelo india. Fue coronada de Hair-o-max Miss Sur de la India de 2010. Ella protagonizó la película Tamil Maalai Pozhudhin Mayakathilaey que fue lanzada en 2012.

## Vida personal
Shubha nació en Ludhiana hija del Dr. Rajpal Phutela y la señora Santosh Phutela. Su padre, el Dr. Rajpal Phutela es científico/profesor en el campo de la Microbiología. Su madre, Santosh Phutela, se retiró como profesora. Ella tiene una hermana mayor y un hermano menor. Su hermana mayor está casada con un profesional de TI y se estableció en los Estados Unidos. Su hermano más joven está haciendo su licenciatura en ingeniería.

## Carrera en el modelaje
El modelaje sucedió por casualidad. Mientras hacía las compras en el centro comercial, se enteró de un pequeño desfile pasando allí. Sus amigos la obligaron a entrar en el concurso, y como si lo quiso el destino, ella ganó. A partir de allí, se fue a ganar otros concursos como Miss Cosmos 2007, Miss Juventud 2008, Sigma Mall Brand Model Hunt 2008 y, finalmente, el gran concurso Hair-o-max Miss Sur de la India de 2010.

## Carrera en la actuación
La primera película de Shubha, fue Maalai Pozhudhin Mayakathilaey lanzado en julio de 2012. En la película, ella desempeñó el papel de una chica musulmana, Jiya Jaffer. Pasó dos meses aprendiendo Tamil para esta película. Ella también optó por salirse de una película de Kannada como los productores de su película debut requirieron fechas exclusivas. Las canciones de la película han sido apreciadas por la crítica y el público por igual.